# Kaszmirowa mafia
Kaszmirowa mafia (Cashmere Mafia, 2008) – amerykański serial nadawany przez stację ABC od 6 stycznia 2008.  Serial wyprodukowany został przez Sony Pictures Television.
W Polsce nadawany przez stację Polsat Café od 12 października 2008 i przez Polsat od 23 lipca 2010.

## Fabuła
Cztery przyjaciółki – Mia (Lucy Liu), Zoe (Frances O’Connor), Juliet (Miranda Otto) i Caitlin (Bonnie Somerville) gdy tylko mają jakiś problem, mogą na siebie liczyć. Każde przeciwności losu starają się razem rozwiązać bez pomocy mężczyzn.

## Obsada
- Lucy Liu jako Mia Mason
- Frances O’Connor jako Zoe Burden
- Miranda Otto jako Juliet Draper
- Bonnie Somerville jako Caitlin Dowd
- Peter Hermann jako Davis Draper
- Julian Ovenden jako Eric Burden
- Noelle Beck jako Cilla Grey
- Lourdes Benedicto jako Alicia Lawson
- Tom Everett Scott jako Jack Cutting
- Peyton List jako Sasha Burden
- Nicholas Art jako Luke Burden
- Addison Timlin jako Emily Draper
- Jack Yang jako Jason Chun
- Daniel Gerroll jako Clive Hughes

## Spis odcinków
| Premiera odcinka | N/o | Polski tytuł | Angielski tytuł      |
| ---------------- | --- | ------------ | -------------------- |
|                  |     |              |                      |
| SERIA PIERWSZA   |     |              |                      |
|                  |     |              |                      |
| 12.10.2008       | 01  |              | Pilot                |
|                  |     |              |                      |
| 19.10.2008       | 02  |              | Conference Call      |
|                  |     |              |                      |
| 26.10.2008       | 03  |              | Dangerous Liaisons   |
|                  |     |              |                      |
| 02.11.2008       | 04  |              | The Deciders         |
|                  |     |              |                      |
| 09.11.2008       | 05  |              | Stay with Me         |
|                  |     |              |                      |
| 16.11.2008       | 06  |              | Yours, Mine and Hers |
|                  |     |              |                      |
| 23.11.2008       | 07  |              | Dog Eat Dog          |
|                  |     |              |                      |